# 五十嵐紀男
五十嵐紀男（いがらしのりお、1940年8月30日 - ）は、日本の検察官、公証人、弁護士。公安調査庁総務課長、東京地検特捜部長、最高検検事、千葉地検検事正、横浜地検検事正等を歴任した。
北海道稚内市生まれ。

## 来歴、人物
北海道苫小牧東高等学校を経て、北海道大学法学部在学中に旧司法試験合格。大学卒業後、1965年東京地方検察庁検事。東京地方検察庁特別捜査部副部長（財政・経済担当）、公安調査庁総務部総務課長、最高裁判所司法研修所教官、東京地方検察庁総務部長等を歴任。
1991年から東京地方検察庁特別捜査部長を務め、金丸信自由民主党経世会会長を巡る東京佐川急便事件などを手掛けた。1993年最高検察庁検事。同年大分地方検察庁検事正。1996年宇都宮地方検察庁検事正。1997年千葉地方検察庁検事正。1998年横浜地方検察庁検事正。1999年退官。
2000年八重洲公証役場公証人。2010年第二東京弁護士会弁護士登録、山田・尾﨑法律事務所客員弁護士、飯能ゴルフクラブ代表取締役社長。2014年Jトラスト取締役。学士会代議員、北海道倶楽部監事、北海道大学法科大学院アドバイザリースタッフ等も歴任した。